# Disciphania lobata
Disciphania lobata är en tvåhjärtbladig växtart som beskrevs av August Wilhelm Eichler. Disciphania lobata ingår i släktet Disciphania och familjen Menispermaceae. Inga underarter finns listade i Catalogue of Life.